# Corky Siegel
Corky Siegel (* 24. Oktober 1943 in Chicago, Illinois, als Mark Paul Siegel) ist ein US-amerikanischer Musiker (Mundharmonika, Piano), Sänger und Komponist. Er ist Mitglied der Siegel-Schwall Band und Gründer der Chamber Blues Group.

## Leben
1964 gründeten die beiden Musikstudenten Corky Siegel und Jim Schwall die Bluesrock-Gruppe Siegel-Schwall Band. Zunächst traten die beiden als Duo auf, bevor sie mit Bassist und Schlagzeuger zum Quartett wurden.
Die Siegel-Schwall Band trat 1968 als erste Bluesband mit einem Symphonieorchester auf. William Russos Three Pieces for Blues Band and Symphony Orchestra wurde 1973 von der Deutschen Grammophon veröffentlicht.
Ohne die Siegel-Schwall Band nahm Corky Siegel 1975 mit dem San Francisco Symphony Orchestra Street Music: A Blues Concerto auf, ebenfalls von William Russo komponiert; auch der Dirigent Seiji Ozawa war der gleiche wie bei den Three Pieces. Street Music erschien 1979 erstmals auf Schallplatte.
1988 gründete Siegel die Chamber Blues Group, die Klassik mit Blues und Jazz kombiniert. Die Gruppe bestand aus einem Streicherquartett, einem Perkussionisten und Siegel an der Mundharmonika, bisweilen auch am Piano.
Neben zahlreichen weiteren musikalischen Projekten war Siegel 2004 Mitglied der Band Chicago Blues Reunion, die das Album Buried Alive in the Blues veröffentlichte.
Zusammen mit Peter Krammer schrieb Corky Siegel ein Buch für Musiker und Musikstudenten. Let Your Music Soar: The Emotional Connection erschien 2007.

## Diskografie
Für Siegels Aufnahmen mit der Siegel-Schwall Band siehe dort.
- Corky Siegel – Corky Siegel (1974 – Dharma)
- Street Music: A Blues Concerto – San Francisco Symphony Orchestra und Corky Siegel (1977 – Deutsche Grammophon)
- Out of the Blue – Corky Siegel (1980 – Stuff)
- Corky Siegel’s Chamber Blues – Chamber Blues (1994 – Alligator Records)
- Complementary Colors – Chamber Blues (1998 – Gadfly)
- Solo Flight – Corky Siegel (1999 – Gadfly)
- Corky Siegel’s Traveling Chamber Blues Show – Chamber Blues (2005 – Alligator)
- Buried Alive in the Blues – Chicago Blues Reunion (2005 – 33rd Street Records)
- Different Voices – Chamber Blues (2017 – Dawnserly)
- More Different Voices – Chamber Blues (2022 – Dawnserly)
- Something Wrong – Corky Siegel (2022 – Dawnserly)
- Songs for Truth and Harmony – Corky Siegel (2022 – Dawnserly)